# Ласкский повет
Ласкский повет (пол. Powiat łaski) — повет (район) в Польше, входит как административная единица в Лодзинское воеводство. Центр повета — город Ласк. Занимает площадь 617,38 км². Население — 50 282 человека (на 31 декабря 2015 года).

## Административное деление
- города: Ласк
- городско-сельские гмины: Гмина Ласк
- сельские гмины: Гмина Бучек, Гмина Сендзеёвице, Гмина Видава, Гмина Водзерады

## Демография
Население повета дано на 31 декабря 2015 года.
| Перепись            | Всего  | Мужчины | Женщины |
| ------------------- | ------ | ------- | ------- |
| Всего               | 50 282 | 24 510  | 25 772  |
| Городское население | 17 671 | 8312    | 9359    |
| Сельское население  | 32 611 | 16 198  | 16 413  |